# Chasing Paradise
Chasing Paradise è un singolo del DJ Kygo e del gruppo musicale statunitense OneRepublic, pubblicato il 24 gennaio 2025.
Si tratta della terza collaborazione insieme dopo i precedenti singoli, “Stranger Things” e “Lose Somebody”.

## Tracce
1. Chasing Paradise – 3:00

## Classifiche
| Classifica (2025)              | Posizione più alta |
| ------------------------------ | ------------------ |
| Belgio (Fiandre)               | 20                 |
| Belgio (Vallonia)              | 23                 |
| Germania                       | 91                 |
| Paesi Bassi                    | 96                 |
| Stati Uniti (Dance/Electronic) | 6                  |
| Svezia                         | 48                 |
| Svizzera                       | 76                 |